# Gutenbergia eylesii
Gutenbergia eylesii là một loài thực vật có hoa trong họ Cúc. Loài này được (S.Moore) Wild & G.V.Pope mô tả khoa học đầu tiên năm 1977.